# Power Jets
La Power Jets Ltd. era una società britannica fondata da Frank Whittle con lo scopo di studiare e sviluppare motori a reazione.

## Storia
Le prime intuizioni di Whittle sul motore a getto risalgono al 1928, quando, ancora cadetto al College della RAF a Cambridge, sviluppò delle tesine sulla propulsione a getto e sulle turbine a gas. Diciotto mesi dopo, durante il corso istruttori all'accademia di Wittering, concepì l'idea di sfruttare una turbina a gas per ottenere la propulsione a reazione, idea che brevettò nel gennaio del 1930. Whittle propose al Ministero dell'Aria il suo progetto ma senza successo, dal momento che lo sviluppo di una turbina di quelle prestazioni era visto come un compito troppo impegnativo e di difficile soluzione per la tecnologia dell'epoca.
Nel maggio del 1935 Whittle stava frequentando il corso di laurea in ingegneria quando venne avvicinato da due ex ufficiali della RAF, Rolf Williams e James Tinling che gli proposero di fondare una società. Nel marzo del 1936, con la partecipazione della banca d'affari O T Falk & Partners, formarono la Power Jets Ltd.

## Power Jets WU
La Power Jets commissionò la costruzione del primo motore sperimentale (denominato WU, Witthle Unit) alla British Thomson-Houston (BTH) nel giugno del 1936. Questo dimostratore consisteva in un singolo stadio di compressore centrifugo (ma con due giranti appaiate in modo da raddoppiare la portata) direttamente accoppiato da un albero di trasmissione ad un singolo stadio di turbina assiale (raffreddata ad acqua). La combustione avveniva in una singola camera di combustione attraverso la quale passava il fluido di lavoro. Si stimava che il motore avrebbe generato una spinta di 1 200 lbf a 17 500 giri al minuto.
Tra i primi problemi da risolvere, ci furono la progettazione e realizzazione di un compressore che, in un solo stadio fornisse un rapporto di compressione di 4:1, quando fino ad allora non si era mai andati oltre il 2,5:1. Inoltre, l'inedito problema della camera di combustione spinse Whittle ad appaltarne la progettazione e costruzione alla Laidlav, Drew & Co. la quale trasferì poi il necessario know-how alla Power Jets che continuò, in proprio, lo sviluppo delle camere di combustione successive.
Il motore iniziò le prime prove al banco il 12 aprile 1937, che proseguirono in maniera intermittente fino al 23 agosto. I risultati incoraggianti di questa prima campagna di test spinsero il Ministero dell'Aria a finanziare ricerche ulteriori. Il 16 aprile del 1938, dopo aver introdotto un nuovo modello di camera di combustione con caratteristiche soddisfacenti anche se ancora non ottimali, venne provato il motore, ma che, dopo sole 5 ore di funzionamento complessivo, si distrusse in seguito al cedimento di una paletta della turbina.
Fu quindi decisa una seconda ricostruzione del prototipo, finanziata dal Ministero dell'Aria. Da questa versione in poi la singola camera di combustione lascerà il posto a 10 camere di combustione a flusso inverso più piccole in configurazione assial-simmetrica.
Il terzo modello di preserie fu provato al banco dall'ottobre 1938 fino alla sua distruzione, anche questa dovuta al cedimento della turbina, nel febbraio del 1941. In quest'ultima versione di prova, Whittle impiegò una turbina le cui palette erano svergolate in modo da compensare la variazione di velocità radiale e pressione lungo la paletta stessa aumentandone drasticamente l'efficienza.

## Power Jets W.1

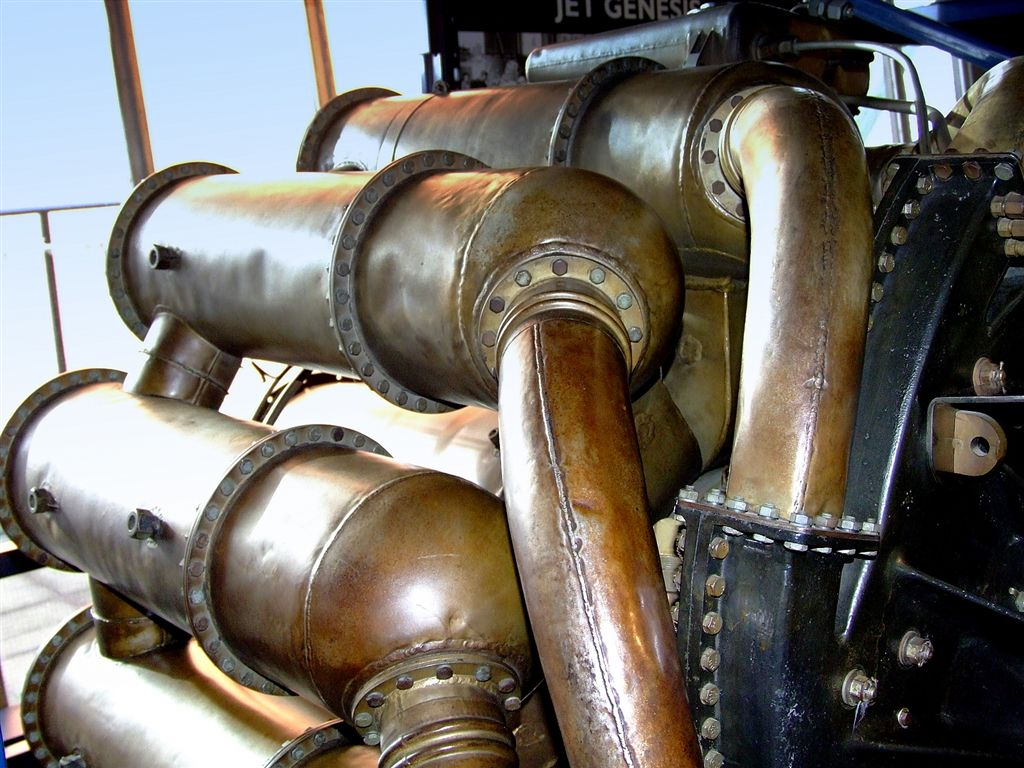
Dettaglio delle camere di combustione del Whittle W.1

Nell'estate del 1939 il Ministero dell'Aria ritenne il progetto abbastanza maturo per una applicazione pratica e, il 12 luglio 1939, affidò alla Power Jets l'incarico di costruire un motore destinato ad essere installato a bordo di un nuovo aereo, il Gloster E.28/39. Le specifiche di progetto per il nuovo motore basato sulla terza ed ultima versione del WU, denominato W.1, prevedevano una spinta di 5,51 kN (1 240 lbf).
Nel luglio del 1940 venne definitivamente risolto il problema dell'erraticità della combustione che fino ad allora aveva afflitto i motori precedenti, con l'introduzione di un ugello atomizzatore (sviluppato da un ingegnere della Shell Petroleum) che spruzzava finemente il combustibile in camera di combustione vaporizzandolo in microscopiche goccioline.
Fu allestito un primo esemplare, il W.1X, assemblando parti del precedente WU e componenti ritenuti non affidabili per l'uso in volo, e venne utilizzato per i soli test di rullaggio nell'aprile del 1941. Il programma di prove in volo iniziò il 14 maggio del 1941 con il primo esemplare per una decina di ore complessive che si svolsero senza problemi durante l'arco di due settimane.  Questo primo W.1 generava una spinta di 3,8 kN (850 lbf) molto al disotto delle specifiche iniziali previste, ma che comunque consentiva al Gloster prestazioni superiori ai contemporanei Spitfire.
La versione W.1T (per il solo sviluppo al banco) fu assemblata con pezzi di ricambio, mentre la W.1A era una versione ibrida (sempre costruita dalla BTH) per sperimentare in anticipo alcune soluzioni tecnologiche del successivo W.2.
Nell'autunno del 1941, grazie ad un accordo tra i governi della Gran Bretagna e degli Stati Uniti, il W.1X fu trasferito insieme ai disegni del W.2 e ad una piccola squadra di ingegneri della Power Jets negli Stati Uniti presso gli stabilimenti della General Electric nell'ambito del progetto che darà vita al General Electric I-A.

## Power Jets W.2

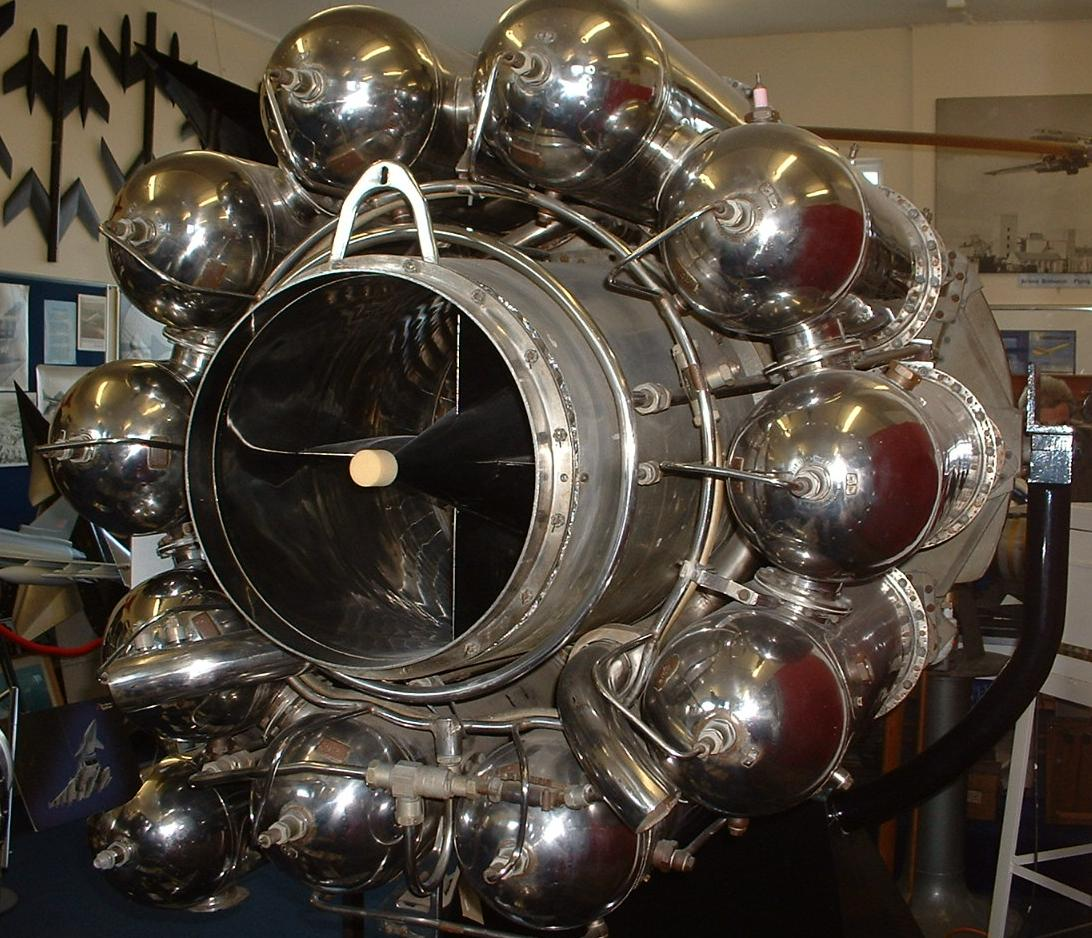
Il motore Power Jets W.2/700 volò sul Gloster E.28/39, il primo aeroplano britannico equipaggiato con un motore turbogetto, e sul Gloster Meteor.

Lo sviluppo di una versione più avanzata del W.1 venne approvata dal Ministero dell'Aria già all'inizio del 1940 per un caccia ancora da sviluppare, il Gloster Meteor. La capacità produttiva della BTH che fino ad allora aveva costruito i motori di Whittle venne giudicata inadeguata, mancandole quella precisione caratteristica delle applicazioni aeronautiche.

### Rover W2B/26
Nell'aprile del 1940, la produzione del W.2 fu assegnata dal Ministero dell'Aria alla Rover insieme alla BTH, mentre la Power Jets poteva curare solamente la parte di ricerca e sviluppo del progetto. In corso d'opera, Whittle disegnò una variante, denominata W.2B, da 1 800 lbf di spinta massima, precauzionalmente limitata a 1 600 per l'uso in volo.
A causa di ritardi e dello sviluppo da parte della Rover di proprie soluzioni tecniche non condivise da Whittle (a partire dalle camere di combustione a flusso diretto), dopo la costruzione di appena 20 esemplari l'appalto fu riassegnato alla Rolls-Royce nel dicembre del 1942.

### Rolls-Royce W2B/23 Welland
La Rolls-Royce acquisì dalla Rover gli esemplari ancora in costruzione e, in stretta collaborazione con la squadra di Whittle, iniziò la produzione in serie del W.2B col nome di Rolls-Royce Welland. La collaborazione di Whittle con la Rolls-Royce proseguì fino al 1946, con lo sviluppo delle versioni W.2/500 e W.2/700 che entreranno in produzione come Rolls-Royce Derwent e Rolls-Royce Nene.
Il W.2/700 era stato sviluppato per motorizzare un aereo supersonico da ricerca Miles M.52, ma il velivolo non venne mai completato. La versione M.52 del W.2/700 fu uno dei primi motori progettati con un postbruciatore.
Il 28 marzo del 1944, dopo un incontro con il Ministro dell'Aria, Whittle accettò con riluttanza la nazionalizzazione della Power Jets Ltd per 135 000 sterline e la compagnia cambiò denominazione in Power Jets (Research and Development) Ltd.
Dopo la seconda guerra mondiale la compagnia venne fusa con la divisione turbine della Royal Aircraft Establishment (RAE) a Farnborough (Hampshire), per dare vita alla National Gas Turbine Establishment.

## Versioni
- WU - unico prototipo in funzione dall'aprile 1937 al febbraio 1941, ricostruito in tre versioni differenti.
- W.1X - ibrido costruito con parti dell'ultima versione di WU e ricambi del W.1, usato sul Gloster E.28/39 per prove di rullaggio (aprile 1941)
- W.1 - primo esemplare certificato, installato sul Gloster E.28/39 da 5,51 kN (1 240 lbf) di spinta
- W.2 - progetto per un motore da 1600 lbf sviluppato per il Gloster Meteor, certificato a maggio del 1943
- W.2B - prime evoluzioni del W.2 nelle versioni Rover (W.2B/26) e Rolls-Royce (W.2B/23)
- W.2B/500 - provato al banco nel settembre 1942 forniva una spinta di 1 750 lbf. Provato in volo sul Meteor nel novembre del 1943
- W.2B/700 - ultima evoluzione della Power Jets, con 2 000 lbf di spinta

## Velivoli utilizzatori
Regno Unito
- Gloster E.28/39
- Gloster Meteor